# ブライアン・オルソン
ブライアン・オルソン（Brian Olson 1973年3月6日 - ）は、アメリカ合衆国のフロリダ州出身の柔道選手。階級は86kg級と90kg級。身長191cm。

## 人物
1992年の世界ジュニア86kg級で5位となった。1995年のパンアメリカン競技大会では3位だった。1996年に地元で開催されたアトランタオリンピックでは2回戦で敗れた。1997年のパンナム選手権では2位だったが、1997年の世界選手権では銅メダルを獲得した。1998年のパンナム選手権では優勝を飾った。1999年にはパンアメリカン競技大会でも優勝した。2000年のシドニーオリンピックでは7位だった。2001年のパンナム選手権で優勝すると、2003年のパンアメリカン競技大会では2連覇を達成した。2004年のアテネオリンピックでは2回戦で敗れた。

## 主な戦績
86kg級での戦績
- 1992年 - 世界ジュニア　5位
- 1992年 - アメリカ国際　優勝
- 1995年 - パンアメリカン競技大会　3位
- 1996年 - アメリカ国際　優勝
- 1997年 - パンナム選手権　2位
- 1997年 - 世界選手権　3位

90kg級での戦績
- 1998年 - アメリカ国際　優勝
- 1998年 - パンナム選手権　優勝
- 1999年 - パンアメリカン競技大会　優勝
- 1999年 - アメリカ国際　優勝
- 2000年 - シドニーオリンピック　7位
- 2001年 - イギリス国際　優勝
- 2001年 - パンナム選手権　優勝
- 2002年 - ハンガリー国際　優勝
- 2002年 - アメリカ国際　優勝
- 2002年 - パンナム選手権　2位
- 2003年 - パンナム選手権　3位
- 2003年 - パンアメリカン競技大会　優勝
- 2004年 - パンナム選手権　2位